# Mark Dice
Mark Allen Shouldice (n. 21 decembrie 1977; cunoscut în mediul profesional ca Mark Dice) este un blogger american, personalitate YouTube și autor, anterior cunoscut pentru teoriile sale de conspirație despre societățile secrete precum Grupul Bilderberg, evenimentele din Bohemian Grove (Bohemian Club), Satanism și „controlul” Illuminati asupra lumii.
Dice este, de asemenea, un popular YouTuber, canalul său cu un conținut preponderent de dreapta și conservator, având peste 1 milion 80 de mii de abonați (în august 2017).

## Vezi și
| - Steven Crowder - Stefan Molyneux - Milo Yiannopoulos - Paul Joseph Watson | - Carl Benjamin - Alex Jones - Gavin McInnes |